# Tectaria subdigitata
Tectaria subdigitata är en ormbunkeart som först beskrevs av Bak., och fick sitt nu gällande namn av Edwin Bingham Copeland. Tectaria subdigitata ingår i släktet Tectaria och familjen Tectariaceae. Inga underarter finns listade.